# نینو کاستلنووو
نینو کاستلنووو (ایتالیایی: Nino Castelnuovo؛ (زادهٔ ۲۸ اکتبر ۱۹۳۶ – درگذشتهٔ ۶ سپتامبر ۲۰۲۱) بازیگر اهل ایتالیا بود. 
از فیلم‌هایی که وی در آن نقش داشته است، می‌توان به کمیل ۲۰۰۰، حقایق قتل، خاطرات یک اپراتور تلفن، افسون، آن سن شیطنت و هوسبازی، بیمار انگلیسی، چترهای شربورگ، عشق و خشم، روکو و برادرانش، یک دنیای تازه، طلاق، ساخت ایتالیا، غار و برهنه برای قاتل اشاره کرد.